# Scoglio Rosso
Lo scoglio Rosso è un'isola dell'Italia, nel Lazio.